# George L. Stout
Pour les articles homonymes, voir Stout.
George Leslie Stout, né le 5 octobre 1897 à Winterset et mort le 1er juillet 1978 à Santa Clara,  est un spécialiste de la conservation d'art et directeur de musée américain.

## Biographie
George Leslie Stout fonde le premier laboratoire aux États-Unis d'étude de la conservation de l'art, ainsi que le premier journal sur ce sujet.
Pendant la Seconde Guerre mondiale, il est membre de l'unité de l'armée américaine consacrée à la récupération des œuvres d'art spoliées par le régime nazi : le Monuments, Fine Arts, and Archives program (MFAA), appelés également les Monuments men.

## Postérité
Dans le film Monuments Men (2014), le personnage de Frank Stokes — interprété par George Clooney — s'inspire de celui de George Leslie Stout.